# غلف تايمز
غلف تايمز (بالإنجليزية: Gulf Times)‏, صحيفة قطر يومية إنجليزية سياسية جامعة تصدر عن شركة الخليج للطباعة والنشر. تأسست صحيفة غلف تايمز في عام 1978 كأول إصدار لشركة الخليج للنشر والطباعة في العاصمة القطرية الدوحة (أو الدوحة). وهي واحدة من ثلاث صحف باللغة الإنجليزية في الدولة (والصحف الأخرى هي بينينسولا [1995] و قطر تريبيون [2006]). نشره عبد الله بن حمد العطية نائب رئيس الوزراء السابق والرئيس السابق لديوان الأمير. والرئيس الحالي لصحيفة جلف تايمز هو عبد الله بن خليفة العطية، بينما رئيس التحرير فيصل عبد الحميد المضاحكة جعل المحرر المسؤول كي تي تشاكو.

## تاريخ
تأسست صحيفة الخليج تايمز، قطر (أول إصدار لمنظمة الخليج للنشر والطباعة) في 1 يونيو 1978. تم توقيع عقدها وإصدار الترخيص المطلوب في 5 أغسطس 1978، وفقًا لقوانين دولة قطر. نُشرت الطبعة الأولى من جلف تايمز في 10 ديسمبر 1978، كجريدة تابلويد بالأبيض والأسود، بقيادة يوسف جاسم درويش، رئيس تحرير كل من جلف تايمز ولاحقًا صحيفة الراية الشقيقة الناطقة بالعربية. أعلنت وزارة الإعلام بالإنابة في ذلك الوقت وأكدت تشكيل وإنشاء صحيفة إنجليزية قطرية تُعرف حتى يومنا هذا باسم «جلف تايمز». لقد قاموا بنشر أول منشور لهم خلال شهر ديسمبر من عام 1978 كجريدة أسبوعية. بعد ثلاث سنوات، في فبراير 1981، تمت الموافقة على نشر الصحيفة كل يوم.
في 1 كانون الثاني (يناير) 1993، انتقلت شركة الخليج للنشر والطباعة - التي تضم جريدتي جلف تايمز والراية - إلى مقر جديد في منطقة الهلال، على الطريق الدائري الثالث، مع مطبعة أكبر، ومرافق أكثر حداثة ومساحة مكتبية أكبر. يمكن أن تنمو الصحيفة الآن من حيث الحجم المادي وأرقام النشر.
في ديسمبر 1995، تم تحويل جلف تايمز من صحيفة التابلويد إلى صحيفة عريضة وتم زيادة المحتوى بشكل كبير وتحسين. مع قول ذلك، لا تركز الصحيفة على الأخبار المحلية فحسب، بل تركز أيضًا على الأخبار الدولية أيضًا. حاليا،  جريدة جلف تايمز تتكون من 40 صفحة، نشرة عريضة، مع مجلة شهرية منفصلة تسمى المجتمع. هناك ثماني فئات مختلفة تتكون من جلف تايمز. في الواقع، مثل التحرير والتحليل والأخبار والاقتصاد والرياضة والمكتبات والمحفوظات والمراسلين التقنيين والمحليين.
حديثا، وسعت جلف تايمز تغطيتها بإضافة المزيد من الصفحات المخصصة لأمريكا اللاتينية وإفريقيا وأيضًا في مجال الأعمال التجارية والتمويل والرياضة.
الورقة هي إحدى المنشورات الرائدة في سوق اللغة الإنجليزية في قطر. وقد اشتهر بنقل تقارير إخبارية تتجاوز الرقابة الذاتية المعتادة في منطقة الخليج العربي. كانت رائدة في الإبلاغ عن قضايا المحاكم الجنائية، بما في ذلك الإبلاغ عن الجرائم الخطيرة التي يرتكبها مواطنين قطريين وغيرها من القضايا الاجتماعية السلبية، مثل السوق السوداء في المشروبات الكحولية، لكنها أصبحت منذ ذلك الحين أكثر تحفظًا. كانت أول صحيفة خليجية توثق سوء معاملة صغار فرسان الإبل في تقرير يُنسب إليه الفضل في إصلاح صناعة سباقات الهجن في العديد من دول الخليج.
المجتمع هو مجلة الحياة الشهرية الأولى التي تصدرها صحيفة جلف تايمز في الدوحة، قطر. تم إطلاق المجلة في يناير 2012، وتقدم مجموعة واسعة من الميزات، تعتمد بشكل أساسي على نمط الحياة والضيافة والقضايا الاجتماعية، المتعلقة بالمغتربين والمواطنين القطريين. تسترشد محتوياتها وأصواتها باحتياجات وتطلعات شعب قطر وآرائهم وخياراتهم واحتياجاتهم، مما يجعل المجلة في النهاية منصة قوية جدًا للناس للوصول وإحداث فرق.

## شعار
عند الحمل، ظل شعار «توقيت الخليج» عبارة عن مركب شراعي يُدعى «فتح الخير». تكمن أهميتها في تمثيلها لتاريخ قطر وملكيتها من قبل الحاكم السابق الشيخ حمد بن خليفة. لم يقتصر الأمر على امتلاكها أول محرك في البلاد، بل كانت أول مركب شراعي مملوك وطنياً والأكبر من نوعه. لون الشعار كستنائي وأبيض وهو لون العلم القطري. وبالتالي، تم اختيار هذا اللون لتمثيل الهوية الوطنية للصحيفة قطر. يكتسب اللون قيمة إضافية حيث يرمز اللون الأحمر إلى الخلفية التاريخية والهوية لما جعل قطر، باعتبارها سفك دماء العديد من الأشخاص الذين ماتوا من أجل استقلال قطر. في الواقع، يعكس اللون الأبيض السلام والوئام في البلاد.
تمشيا مع صناعة الغوص بحثا عن اللؤلؤ في البلاد، تم تصنيعه في عشرينيات القرن الماضي باستخدام الأخشاب من شمال عمان وكان في الخدمة حتى أربعينيات القرن الماضي. عند وفاة صناعة صيد اللؤلؤ، يُعتقد على نطاق واسع أنه تم التخلص من المركب الشراعي. ومع ذلك، فقد تم استرداد المركب الشراعي ويمكن العثور عليه في المتحف الوطني من بين الأساطيل التقليدية الأخرى.

## روابط خارجية
- الموقع الرسمي